# Túmulo de Bibi Zarrina
O túmulo de Bibi Zarrina, a mãe do sultão Sikandar Lodi do sultanato de Delhi, está localizado em Dholpur, Rajasthan, na Índia. O nome no túmulo de Bibi Zarrina (c. 1433 - 1516), que encontra-se parcialmente corroído nos tempos contemporâneos, foi identificado em 1885, durante o Raj britânico, quando foi melhor preservado, por Alexander Cunningham.